# Mitraschnecken

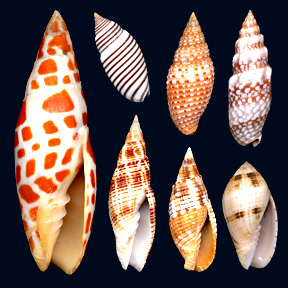
Häuser verschiedener Arten von Mitraschnecken

Die Mitraschnecken (Mitridae) sind mit 375 Arten eine der größeren Schneckenfamilien. Die Systematik dieser Familie ist sehr unübersichtlich. Insgesamt wurden über 2500 Arten beschrieben, der größte Teil sind aber Synonyme.

## Merkmale
Die Gehäuse variieren von eiförmig bis zu hochkonisch. Der Siphonalkanal ist immer relativ kurz. Die Spindel besitzt typische Falten. Die Adultgröße beträgt etwa 1 bis 7 cm. Es ist kein Operculum vorhanden. Der Kopf ist verhältnismäßig klein und ohne Schnauze. Die Fühler sind kurz, die Augen sitzen an der Basis der Fühler. Die Raspelzunge (Radula) ist triserial, d. h. mit drei Elementen pro Querreihe oder nur mit einem Element pro Querreihe. Die Eikapseln werden an Hartsubstrat angeheftet und enthalten etwa 100 bis 1000 Eier. Insgesamt werden bis zu 170 Eikapseln abgelegt. Daraus schlüpfen Veliger-Larven, d. h. die Larven sind planktonfressend. 
Ähnlich wie bei den Muricidae dienen die Hypobranchialdrüsen hier zur Erzeugung eines farblosen Sekretes, das bei Licht purpurfarben wird.

## Lebensweise
Mitraschnecken leben in tropischen und subtropischen Meeren bis etwa jeweils zum 40. Breitengrad nördlicher und südlicher Breite. Die meisten Arten sind dort im Küstenbereich oder weiterem Küstenbereich im flachen Wasser zu finden. Nur wenige Arten gehen auch in das tiefere Wasser (bis etwa 1600 m). Die meisten Arten leben auf Hartböden in oder in der Nähe von Korallenriffen sowie auf den Sandböden zwischen den Korallenstrukturen. Nur wenige Arten bevorzugen Weichböden. Sie ernähren sich räuberisch, meist von Spritzwürmern (Sipuncula), aber auch von anderen Weichtieren und Krebstieren. Die Beute wird zuerst mit Hilfe eines Sekretes der Speicheldrüsen gelähmt. Auch Aas wird gefressen. Andererseits werden Mitraschnecken sehr häufig das Opfer von anderen bohrenden Schnecken, wie z. B. Muricidae und Naticidae.

## Systematik
Bouchet & Rocroi (2005) unterteilen die Familie in drei Unterfamilien:
- Cylindromitrinae Cossmann, 1899
- Imbricarinae Troschel, 1867
- Mitrinae Swainson, 1829